# Berent Noordewier
Berent Noordewier (Noordhorn, 2 februari 1889 – Amersfoort 18 november 1950)  was een Nederlandse politicus voor de SDAP en PvdA. Hij was gemeenteraadslid en wethouder van Amersfoort, en tweemaal kortdurend waarnemend burgemeester tijdens de Tweede Wereldoorlog.

## Biografie
Noordewier was afkomstig uit Groningen en opgeleid tot timmerman. Hij trouwde met een Amersfoortse vrouw en vestigde zich in Amersfoort. In 1919 kwam hij in de gemeenteraad voor de SDAP en sinds 1931 was hij wethouder van openbare werken, volkshuisvesting en grondbedrijf. Tijdens zijn periode werden de insteekhaven in de Eem en de bosvijver in Birkhoven gegraven en werd gestart aan de bouw van het Valleikanaal. Toen burgemeester Van Randwijck in 1940 met pensioen ging, was Noordewier vanaf 1941 waarnemend burgemeester van Amersfoort tot in 1942 de gemeenteraad naar huis werd gestuurd. Hij dook vervolgens onder. Direct na de bevrijding in 1945 werd hij nogmaals enkele maanden waarnemend burgemeester. In 1946 werd hij lid van de Gedeputeerde Staten van Utrecht voor de Partij van de Arbeid. Hij overleed in 1950.

## Noordewierweg
De Noordewierweg in Soesterkwartier heette tot in de jaren 1950 de "Oude Soesterweg". Omdat er al een Soesterweg in de wijk was, heeft de gemeente de Oude Soesterweg op 1 oktober 1951 omgedoopt tot Noordewierweg, genoemd naar de oud-waarnemend burgemeester Berent Noordewier.